# Славица Јандрић
Др Славица Јандрић (Мркоњић Град, 2. јул 1952 — Бања Лука, 27. април 2021) била је професор Универзитета у Бањој Луци и дописни члан Одјељења медицинских наука Академије наука и умјетности Републике Српске.

## Биографија
Рођена је 1952. у Мркоњић Граду. Гимназију је завршила 1970. године у Бањој Луци. Била је један од уредника гимназијског листа „Орфеј”. На Медицинском факултету Универзитета у Београду дипломирала је 1976. и исте године запослила се у Дому здравља у Бањој Луци, као љекар опште праксе и шеф микрорејонске станице (подручје између Бање Луке и Приједора). За одличан успјех на првој години студија добила је диплому „Хасан Бркић”, а потом стипендију Универзитета у Београду. Од 1980. радила је у Заводу за физикалну медицину и рехабилитацију „Др Мирослав Зотовић“ у Бањој Луци, гдје је водила Кабинет за физикалну медицину, рехабилитацију и реуматологију. Била је начелник Службе за дјецу и омладину, а једно вријеме и замјеник директора.
Специјалистички испит из физикалне медицине и рехабилитације положила је 1983. у Београду. Постдипломске студије из реуматологије завршила је у Загребу и 1990. положила завршни испит, а магистарски рад под називом "Ефекти активно програмиране кинезитерапије на мишиће зглоба кука код коксатрозе" одбранила је 1996. на Војномедицинској академији у Београду. Докторску тезу "Ефекат кинезитерапијског програма на мишиће зглоба кука код конзервативно и оперативно лијечених коксартроза" одбранила је 1999. године на Медицинском факултету Универзитета у Новом Саду. Исте године стекла је звање примаријуса. На Медицинском факултету Универзитета у Бањој Луци била је асистент од 1987, виши асистент од 1991, доцент од 1999, ванредни професор од 2004, а у звање редовног професора бирана је 2010. на Медицинском и на Факултету физичког васпитања и спорта.
Добитница је Плакете Медицинског факултета у Београду, Признања Српског лекарског друштва (2007) и Повеље за научноистраживачки рад Коморе доктора медицине Републике Српске. Аутор је више монографија и уџбеника. Објавила је више од 200 научних радова у САД, Великој Британији, Италији, Србији и БиХ. Излагала је радове на бројним конгресима на подручју бивше Југославије, САД, Бразила, Грчке, Холандије, Велике Британије, Аустрије, Француске, Португалије, Италије, Шпаније.
За дописног члана Академије наука и умјетности Републике Српске, у радном саставу, изабрана је 4. децембра 2015. године.
Преминула је 27. априла 2021. године.